# Piaski (Świdnik)
Pour les articles homonymes, voir Piaski.
Piaski (prononciation [ˈpʲaskʲi])  est une ville dans la voïvodie de Lublin, dans le powiat de Świdnik, située dans l'est de la Pologne. 
Elle est le siège administratif (chef-lieu) de la gmina urbaine-rurale de Piaski.
Piaski se situe à environ 16 kilomètres (km) au sud-est de Świdnik (siège du powiat).
Sa population s'élevait à 2 634 habitants en 2008 repartie sur une superficie de 8.43 km².

## Histoire
Pendant l'occupation allemande de la Pologne au cours de la Seconde Guerre mondiale, la ville de Piaski est devenu une partie du gouvernement général semi-colonial. Au début de cette période, 4 165 juifs résident dans Piaski. En 1940, les occupants allemands nazis ont créé le ghetto de  Piaski, pour emprisonner non seulement ses propres habitants juifs, mais aussi plusieurs milliers de juifs transportés du ghetto de Lublin ainsi que du Reich allemand. En 1942, le ghetto est liquidé avec l'utilisation du 101e bataillon de réserve de la police de Hambourg. Ses détenus, chargés sur des trains de l'Holocauste, ont péri dans le camp voisin d'extermination de Belzec.

## Administration
De 1975 à 1998, la ville est attachée administrativement à l'ancienne voïvodie de Lublin.
Depuis 1999, elle fait partie de la nouvelle voïvodie de Lublin.